# Сан-Жуан-да-Таля
Сан-Жуан-да-Таля (порт. São João da Talha; МФА: [ˈsɐ̃w ʒu.ˈɐ̃w dɐ ˈta.ʎɐ]) — парафія в Португалії, у муніципалітеті Лореш. Розташована в західній частині країни, на теренах історичної португальської провінції Ештремадура. Входить до складу округу Лісабон. За адміністративним поділом, чинним до 1976 року, терени парафії були складовою провінції Ештремадура. Належить до Лісабонського патріархату Католицької церкви. Патрон — Іван Хреститель. Площа — 6,4320 км². Населення — 17661 ос. (2011). Сильно урбанізований регіон. Густота населення — 2745,8 осіб/км²
. Код — 110715.

## Населення
| Кількість мешканців | Кількість мешканців | Кількість мешканців | Кількість мешканців | Кількість мешканців | Кількість мешканців | Кількість мешканців | Кількість мешканців | Кількість мешканців | Кількість мешканців | Кількість мешканців | Кількість мешканців | Кількість мешканців | Кількість мешканців | Кількість мешканців |
| ------------------- | ------------------- | ------------------- | ------------------- | ------------------- | ------------------- | ------------------- | ------------------- | ------------------- | ------------------- | ------------------- | ------------------- | ------------------- | ------------------- | ------------------- |
| 1864                | 1878                | 1890                | 1900                | 1911                | 1920                | 1930                | 1940                | 1950                | 1960                | 1970                | 1981                | 1991                | 2001                | 2011                |
| 365                 | 426                 | 501                 | 496                 |                     |                     |                     | 1 090               | 1 791               | 3 858               | 7 229               | 18 273              | 15 511              | 17 970              | 17 252              |